# Los Angeles Film Critics Association Awards 2016
La 42ª edizione dei Los Angeles Film Critics Association Awards si è tenuta il 4 dicembre 2016, per onorare il lavoro nel mondo del cinema per l'anno 2016.

## Premi
Miglior film
- Moonlight, regia di Barry Jenkins
  - 2º classificato: La La Land, regia di Damien Chazelle

Miglior attore
- Adam Driver - Paterson
  - 2º classificato: Casey Affleck - Manchester by the Sea

Miglior attrice
- Isabelle Huppert - Elle e Le cose che verranno (Things to Come)
  - 2º classificato: Rebecca Hall - Christine

Miglior regista
- Barry Jenkins - Moonlight
  - 2º classificato: Damien Chazelle - La La Land

Miglior attore non protagonista
- Mahershala Ali - Moonlight
  - 2º classificato: Issei Ogata - Silence

Miglior attrice non protagonista
- Lily Gladstone - Certain Women
  - 2º classificato: Michelle Williams - Manchester by the Sea

Miglior sceneggiatura
- Yorgos Lanthimos ed Euthymīs Filippou - The Lobster
  - 2º classificato: Kenneth Lonergan - Manchester by the Sea

Miglior fotografia
- James Laxton - Moonlight
  - 2º classificato: Linus Sandgren - La La Land

Miglior scenografia
- Ryu Seong-hie - Agassi (아가씨)
  - 2º classificato: David Wasco - La La Land

Miglior montaggio
- Bret Granato e Maya Mumma - O.J.: Made in America
  - 2º classificato: Tom Cross - La La Land

Miglior colonna sonora
- Justin Hurwitz e Pasek & Paul - La La Land
  - 2º classificato: Mica Levi - Jackie

Miglior film in lingua straniera
- Agassi (아가씨), regia di Park Chan-wook  ·   Corea del Sud
  - 2º classificato: Vi presento Toni Erdmann (Toni Erdmann), regia di Maren Ade  ·   Germania

Miglior film d'animazione
- Your Name. (君の名は。 Kimi no na wa), regia di Makoto Shinkai
  - 2º classificato: La tartaruga rossa (La tortue rouge), regia di Michaël Dudok de Wit

Miglior documentario
- I Am Not Your Negro, regia di Raoul Peck
  - 2º classificato: O.J.: Made in America, regia di Ezra Edelman

New Generation Award
- Trey Edward Shults e Krisha Fairchild - Krisha

Career Achievement Award
- Shirley MacLaine

Menzione speciale
- Turner Classic Movies